# Club Social y Deportivo Flandria
Maillots
Le Club Social y Deportivo Flandria est un club argentin de football basé dans le quartier de Parque Indutrial Villa Flandria, à Jáuregui.